# William Clay Ford senior
William Clay Ford, Sr. (* 14. März 1925 in Kansas City, Missouri; † 9. März 2014 in Detroit, Michigan) war ein US-amerikanischer Unternehmer. Er war das jüngste Kind von Edsel (1893–1943) und Eleanor Ford geb. Eleanor Lowthian Clay (1896–1976) und jüngster Enkel von Henry Ford.

## Leben
Seinen Militärdienst im Zweiten Weltkrieg leistete Ford im U.S. Navy Air Corps (Marineflieger). Er studierte danach in Yale Wirtschaftswissenschaften und schloss 1949 als Bachelor of Science ab. Danach trat er in den Ford-Konzern ein. Erste Führungsaufgaben bewältigte er als General Manager der Special Products Division, aus der am 1. Juli 1952 die Continental Division hervorging, der er ebenfalls vorstand. Seine Aufgabe in beiden Positionen war die Entwicklung eines Luxuswagens oberhalb von Lincoln und Cadillac auf Augenhöhe mit Rolls-Royce und Bentley. Mit dem Continental Mark II entstand zwar eines der schönsten und exklusivsten Automobile seiner Zeit, dieses ließ sich jedoch selbst mit einem astronomischen Verkaufspreis von 10.000 US-Dollar nicht gewinnbringend verkaufen. Das Projekt wurde 1960 aufgegeben. Zu dieser Zeit befand sich der Ford-Konzern in einer Phase der Umstrukturierung. Neben dem Continental lief auch die noch jüngere Marke Edsel (1958–1960) aus, der Konzern wurde erneut umgruppiert und mit dem Ford Falcon erschien der erste Kompaktwagen (nach US-Norm; „compact“) von Ford in den USA. An einer erfolgreichen Neuauflage als Lincoln Continental Mark III war er maßgeblich beteiligt. Dieses Auto erschien 1968 für das Modelljahr 1969.
William Clay Ford war Besitzer und Aufsichtsratsvorsitzender des Profi-Football-Clubs Detroit Lions. Sein gesamtes Vermögen wurde durch Forbes Magazine auf etwa 1,35 Milliarden Dollar geschätzt.
Im März 2014 verstarb W. C. Ford Sr. im Alter von 88 Jahren an einer Lungenentzündung.

## Familie
1947 heiratete er Martha Parke Firestone (* 1925), eine Enkelin von Harvey Firestone, dem Gründer des Reifenkonzerns Firestone Tire & Rubber Company. Aus dieser Ehe entstammen vier Kinder, Martha Parke „Muffy“ Ford (* 1948), Sheila Firestone Ford (* 1951), William Clay Ford Junior, Jr. (* 1957) und Elizabeth Hudson Ford (* 1961).

## Sonstiges
- William Clay Ford stellte 1958 ein Modell des Ford Nucleon vor; ein Konzeptfahrzeug für Wagen, die mit Kernbrennstoff in einem Minireaktor angetrieben werden sollten.[2]
- Die Lieblingsfarbe von William Clay Ford war Honolulublau, ein hellblauer Farbton. Diese Farbe wurde den Teilnehmern des Designwettbewerbs für den Luxuswagen Continental Mark II für ihre Entwürfe vorgeschrieben. Sein Exemplar des Continental Mark II Cabriolets (eines von drei gebauten) war Honolulublau lackiert; dieser Farbton findet sich auch in den Clubfarben der Detroit Lions.
- Das 1952–1953 von den Great Lakes Engineering Works in River Rouge (Michigan) für die Ford Motor Company gebaute Motorfrachtschiff S.S. William Clay Ford wurde nach ihm benannt. Nach dem Abbruch des Schiffes 1987 wurde dessen Kommandobrücke im Dossin Great Lakes Museum auf Belle Isle (Detroit) aufgestellt.